# Via Ardeatina

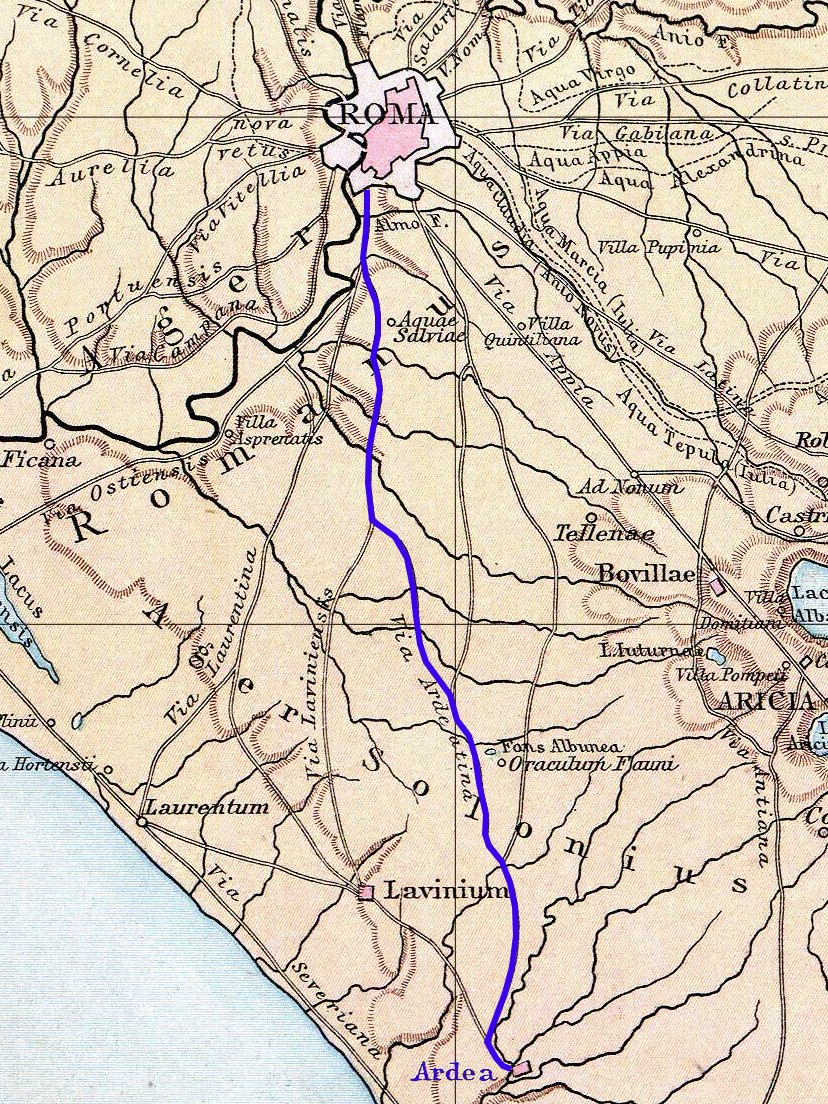
Route van de Via Ardeatina

De Via Ardeatina was een antieke weg tussen Rome en Ardea in Italië. De moderne Via Ardeatina volgt een groot deel van de antieke route. 
Ardea lag op 39 kilometer van Rome en was tussen de 8e en 6e eeuw v.Chr. een van de belangrijkste steden in het zuiden van de regio Latium. De eerste eeuwen was Ardea een trouwe bondgenoot van Rome, maar nadat de stad tijdens de Tweede Punische Oorlog Rome steun weigerde namen de Romeinen Ardea zijn autonomie af. In de eeuwen daarna verviel de stad snel. In de 1e eeuw was Ardea vrijwel verlaten, maar in de middeleeuwen ontstond er weer een nieuw dorp rondom een burcht.  
De Via Ardeatina begon in Rome als aftakking van de Via Appia en verliet de stad bij de Porta Naevia van de Servische Muur. De weg binnen de stadsmuur heette destijds Vicus portae Naeviae, pas buiten de stadspoort werd de weg Via Ardeatina genoemd. Toen de Aureliaanse Muur tussen 275 en 285 werd gebouwd, maakte men de Porta Ardeatina over de Via Ardeatina. Omdat Ardea in deze tijd nauwelijks meer een rol van betekenis speelde, was dit een kleine en onbelangrijke stadspoort. De weg liep in zuidelijke richting via Tor Marancia in de huidige Municipio XI naar Cecchignola en vervolgens naar Ardea. 

## Catacomben
In Rome liggen verschillende catacombecomplexen aan de Via Ardeatina, te weten:
- Catacombe van Balbina
- Catacombe van Marcus en Marcellianus (of Catacombe van Basileus)
- Catacombe van Domitilla
- Catacombe van Nunziatella (of Catacombe van Annunziatella)